# Marie Sophie Amalie in Beieren
Marie Sophie Amalie (München, 4 oktober 1841 – aldaar, 19 januari 1925), was de laatste koningin-gemalin van het koninkrijk der Beide Siciliën. Ze was een van de tien kinderen van Max Jozef in Beieren en diens vrouw Prinses Ludovika van Beieren. Marie Sophie was een jongere zuster van keizerin Elisabeth van Oostenrijk, die getrouwd was met keizer Frans Jozef I van Oostenrijk. Elisabeth was beter bekend als "Sisi". Marie Sophie was een telg uit het geslacht Wittelsbach.

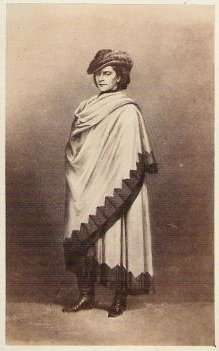
Marie in Siciliaanse klederdracht

## Leven
Marie Sophie Amalie werd geboren op 4 oktober 1841 in de stad München, ze was een dochter van Max Jozef in Beieren en Ludovika in Beieren. Marie Sophie kwam uit een gezin van tien kinderen. Ze had drie oudere broers: Lodewijk (1831-1920), de jong gestorven Wilhelm (1832-1833) en Karel Theodoor (1839-1909). Ze had twee oudere zusters: Helene (1834-1890) en Elisabeth (1837-1898). Ook had ze twee jongere broers: Maximiliaan (1845, vermoedelijk dood geboren) en Maximiliaan Emanuel (1849-1893). En nog twee jongere zusjes: Mathilde (1843-1925) en Sophie (1847-1897).
Toen ze 17 jaar was, trouwde ze op 3 februari 1859 in München met de latere Frans II der Beide Siciliën. Niet veel later in datzelfde jaar op 22 mei stierf haar schoonvader koning Ferdinand II der Beide Siciliën. Vanaf dat moment was Marie Sophie koningin der Beide Siciliën. Op 20 maart 1861 trad haar man, Frans II, af als koning der Beide Siciliën. Door Marie's onverzettelijke streven de troon van haar man te behouden verwierf ze de bijnaam Heldin van Gaeta. De Beide Siciliën behoorden vanaf dat moment bij het Koninkrijk Italië dat werd geregeerd door koning Victor Emanuel II van Italië. Het huwelijk tussen beiden was verre van perfect. Frans heette impotent te zijn en leed aan een religieus fanatisme dat grensde aan godsdienstwaanzin. Het huwelijk was dan ook niet uit liefde, maar uit huwelijkspolitieke redenen gesloten. Men verwachtte dat het huwelijk met een schoonzusje van de keizer van Oostenrijk positieve effecten zou hebben. Deze bleven evenwel uit. Frans Jozef raakte zelf verwikkeld in een hopeloze oorlog om de Noord-Italiaanse provincies te behouden voor het keizerrijk. Als hij al geneigd zou zijn geweest om zijn zwager te hulp te schieten, ontbrak het hem daartoe aan de mogelijkheden.
In het begin van de jaren 60 raakte Marie zwanger. Aangezien haar huwelijk vanwege de potentie-problemen van haar man nog steeds niet geconsummeerd was, moest een ander wel de vader zijn. De vader bleek een Belgische edelman, Armand de Lavayss. Marie vluchtte naar het ouderlijke slot Possenhofen. Daar beviel ze, in gezelschap van haar zusters Elisabeth (die juist rond die tijd in een echtelijke crisis Wenen verlaten had en ook thuis verbleef) en Mathilde Trani, van een dochtertje. Meteen na de geboorte moest ze het kind afstaan aan haar minnaar. Daarop verenigde zij zich met haar echtgenoot. Later kreeg ze met hem nog een echtelijk kind.
Marie Sophie en Frans gingen in ballingschap. Marie en haar echtgenoot woonde een deel van het jaar in Engeland, in het graafschap Northamptonshire. In 1878 hielp ze bij de voorbereidingen van een bezoek dat haar zus Elisabeth aan Engeland bracht, om er te kunnen jagen. Ze huurde er het landgoed Easton Neston en betrok via John Spencer, 5e Graaf Spencer een gids. Deze gids, kapitein Bay Middleton, zou de inzet worden van een conflict tussen Marie en haar zuster. Marie vermoedde, overigens evenals Elisabeths zoon Rudolf, dat Elisabeth een affaire had met Middleton. De ex-koningin der Beide Siciliën was zelf ook bijzonder geïnteresseerd in de charmes van Bay. Dit alles leidde tot een ruzie tussen beide zusters, die nooit meer zou worden bijgelegd.
Op 27 december 1894 overleed plotseling haar man, ex-koning Frans II. Het was een moeilijke periode voor Marie Sophie. Haar vader, hertog Maximiliaan Jozef, was overleden in 1888, haar zus Helene was gestorven in 1890, haar moeder, hertogin Ludovika, in 1892. Zelf stierf Marie Sophie op 19 januari 1925.

## Kinderen
Uit haar huwelijk met Frans II werd één dochter geboren:
- Maria Christina Pia (1869-1870)
- Ze had verder ook een buitenechtelijk kind, met Armand de Lavayss, dat op 24 november 1862 geboren werd.

## Noot
1. ↑  Brigitte Hamann, Elisabeth. Kaiserin wider Willen. München, 1981, 1997, blz. 338